# Beatriz Spelzini

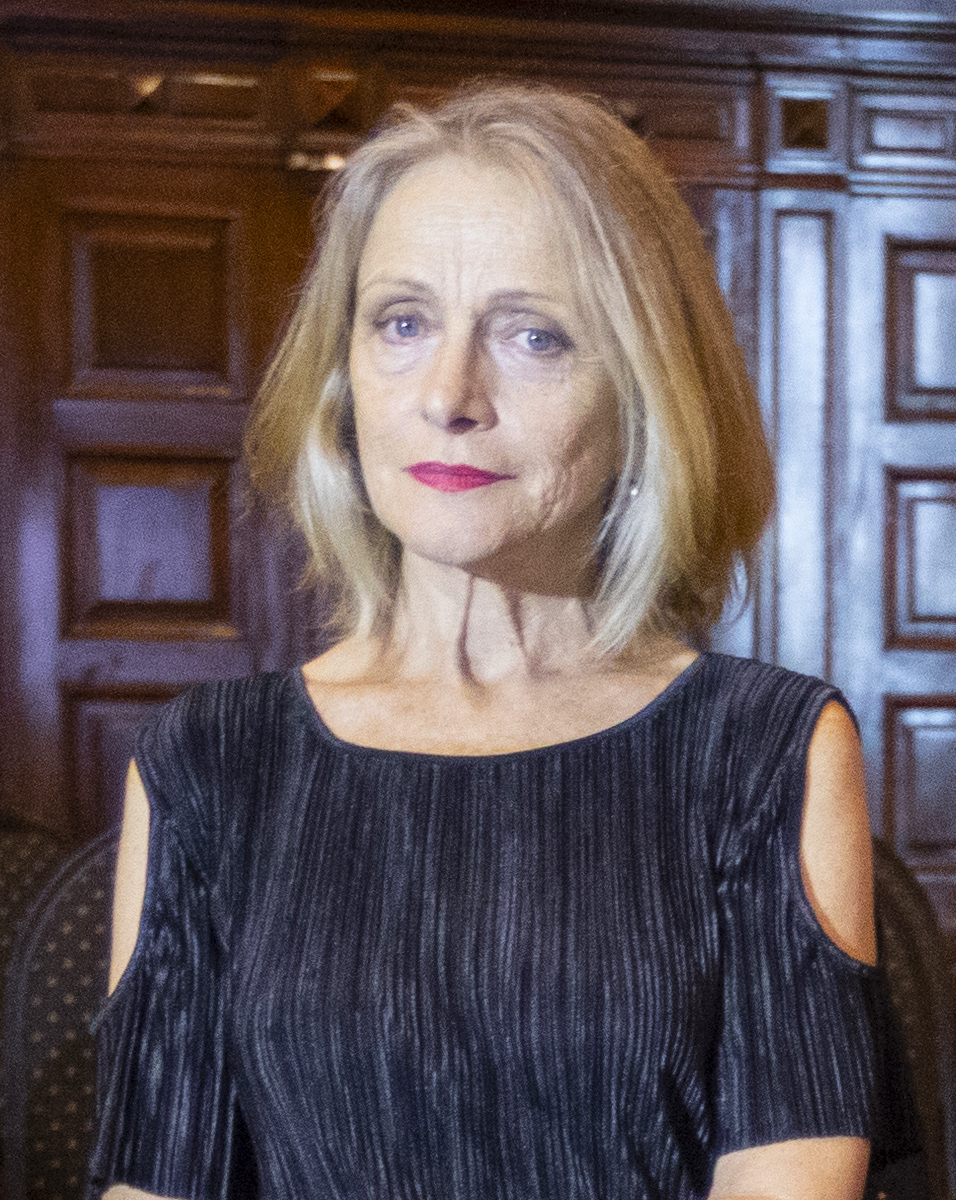
Beatriz Spelzini, 2020

Beatriz Spelzini (* 11. Mai 1952) ist eine argentinische Schauspielerin. Neben einer erfolgreichen Bühnenkarriere trat sie seit Mitte der 1970er Jahre in mehr als zwanzig Film- und Fernsehproduktionen in Erscheinung. Einem deutschsprachigen Publikum wurde sie durch ihre Mitwirkung in Florian Cossens Spielfilm Das Lied in mir aus dem Jahr 2010 bekannt, wofür sie den Deutschen Filmpreis erhielt.

## Leben

### Ausbildung und Theaterarbeit
Beatriz Spelzini wuchs im Stadtteil Saavedra von Buenos Aires auf. Ihr Vater besaß ein Warengeschäft, ihre Mutter stammte vom Land und war Hausfrau. Spelzini hatte drei weitere Schwestern, von denen eine in jungen Jahren verstarb. Bis zu ihrem zwölften Lebensjahr besuchte Spelzini die Grundschule, ehe sie auf eigenen Wunsch auf eine Kunsthochschule wechselte, um Zeichnen und Malerei zu studieren. Sie war laut eigenen Angaben das erste Mitglied aus ihrer Familie, das sich für die Kunst begeisterte („Ich war ein schwieriges Kind. Ich diskutierte nie über meinen Lebensweg, meine Eltern hatten keine Chance.“).
Im Alter von 16 Jahren wurde Spelzini durch Sidney Lumets Filmfassung des Tschechow-Stücks Die Möwe (1968) mit Vanessa Redgrave dazu angeregt, Schauspielerin zu werden. Obwohl sie sich rückblickend als sehr scheu beschrieb, absolvierte sie die Escuela Nacional de Arte Dramático und die Escuelas Nacionales de Bellas Artes Manuel Belgrano y Prilidiano Pueyrredón in ihrer Heimatstadt. Spelzini besuchte Schauspielkurse bei Augusto Fernandes und erhielt auf dem Konservatorium ein Cervantes-Stipendium. Sie schloss das Schauspielstudium gemeinsam mit ihren später ebenfalls erfolgreichen Berufskollegen Jorge Marrale und Osvaldo Santoro als beste ab.
Ab 1976 war Spelzini als Schauspielerin aktiv. Ein erstes Engagement erhielt sie für Periodistas al desnudo gemeinsam mit Andrés Percivale, Adolfo García Grau und Marrale. Zwei Jahre später wurde das in Buenos Aires erfolgreich laufende Theaterstück Juegos a la hora de la siesta (1978) von der Militärjunta verboten. In der Produktion einer Repertoiregruppe hatte sie an der Seite von Stella Maris Ponce und Gerardo Romano mitgewirkt. Neben spanischen Stücken war Spelzini in den folgenden Jahrzehnten auch in solch klassischen Werken wie Tschechows Der Kirschgarten, Die Möwe und Platonow, Molières Der Menschenfeind, Ibsens Peer Gynt oder Shakespeares König Lear zu sehen. Zu ihrem modernen Rollenrepertoire zählen Auftritte in Tennessee Williams’ Die Glasmenagerie oder Arthur Millers The Last Yankee. 2004 war sie am Teatro Maipo neben Norma Aleandro in der Wiederaufnahme von Mario Vargas Llosas La señorita de Tacna als Carmen zu sehen. Beide Schauspielerinnen hatten 23 Jahre zuvor in der Premierenfassung die Hauptrollen bekleidet.
Neben Augusto Fernandes zählt auch der argentinische Theaterregisseur Agustín Alezzo zu Spelzinis Lehrern, dessen Schauspielschule sie besuchte. Durch Alezzos Inszenierung von En boca cerrada gewann die Schauspielerin ihren ersten Theaterpreis, nachdem sie zuvor als Schauspiellehrerin bei ihrem Mentor gearbeitet hatte. Der bisherige Höhepunkt in Spelzinis Bühnenkarriere stellte sich mit Alezzos Inszenierung von Sean Mathias’ Werk Rose (2008) ein. Ihre erste One-Woman-Show beschrieb den Weg einer ukrainischen Jüdin vom frühen 20. Jahrhunderts bis zur greisen Besitzerin eines Luxushotels in Miami der Gegenwart. Spelzini bezeichnete den Part der Rose als wichtigstes Engagement und als einen „Traum, der wahr geworden ist“. Neben den viermonatigen Proben schaute sie sich viel von ihrer Mutter und Großmutter ab und befragte Holocaust-Überlebende. Der Lohn war 2008/09 der Gewinn von fast allen wichtigen argentinischen Theaterpreisen, darunter der Premio ACE, der Premio María Guerrero, der Premio Trinidad Guevara und Premio Estrella de Mar.

### Film- und Fernsehkarriere
Parallel zu ihrer Theaterkarriere trat Spelzini seit Mitte der 1970er Jahre in mehr als zwanzig Film- und Fernsehproduktionen in Erscheinung. Dazu zählen die Hauptrolle in der italienischen Kinoproduktion Riconciliati (2001), für die die Regisseurin Rosalía Polizzi sie persönlich ausgewählt hatte. Spelzini war in dem Drama als schwangere, alleinstehende Frau zu sehen, die in Argentinien zur Zeit der Junta-Regierung verhaftet und misshandelt wird und zu Beginn der 1980er Jahre in Italien einen Neuanfang sucht. Kritikerlob in ihrem Heimatland brachte Spelzini 2007 der Spielfilm Yo la recuerdo ahora ein. In Néstor Lescovichs Drama schlüpfte sie in die Rolle eines scheuen Zimmermädchens, das sich in einen selbstmordgefährdeten Rentner (gespielt von Ulises Dumont) verliebt. Für den Part der Gladys erhielt Spelzini 2007 eine Nominierung für den Cóndor de Plata, Argentiniens nationalen Filmpreis.
Einem deutschen Publikum wurde Spelzini durch Florian Cossens Studentenabschlussfilm Das Lied in mir (2010) bekannt. Die Geschichte handelt von einer 30-jährigen Deutschen (gespielt von Jessica Schwarz), die durch das Hören eines spanischen Wiegenliedes in Buenos Aires zufällig herausfindet, dass sie die Tochter zweier während der argentinischen Militärdiktatur verschwundener Regime-Gegner („Desaparecidos“) ist. In dem international preisgekrönten Spielfilm in deutscher, spanischer und englischer Sprache übernahm Spelzini den Part der aufgespürten Tante Estela. Für die Realisierung des Projekts hatte sie wie Schwarz und Kodarsteller Michael Gwisdek auf die Hälfte ihrer Gage verzichtet. Trotz ihrer wenigen Szenen in Das Lied in mir brenne sich das Gesicht von Spelzinis Figur, „frühzeitig gealtert von Leid“, ins Gedächtnis des Zuschauers, so die Kritik der Berliner Zeitung. Für diese Leistung wurde Spelzini 2011 mit dem Deutschen Filmpreis als Beste Nebendarstellerin belohnt.
Beatriz Spelzini gilt als scheu. Die sensible Schauspielerin, die sich kommerziellen Angeboten weitestgehend entsagte, fühlt sich laut eigenen Aussagen auf der Bühne sicherer als im wahren Leben („Spielen nimmt die Angst vor dem Leben“). Sie gehörte mehrere Jahre dem Ensemble des Teatro Municipal General San Martín in Buenos Aires an und arbeitete unter anderem als Schauspiellehrerin für ihre Mentoren Alezzo und Fernandes. Spelzini lebt in Buenos Aires.

## Theaterstücke (Auswahl)
| Jahr | Theaterstück                     | Regie             | Rolle        | Bühne                                              |
| ---- | -------------------------------- | ----------------- | ------------ | -------------------------------------------------- |
| 1978 | Juegos a la hora de la siesta    |                   |              | Buenos Aires                                       |
| 1981 | La señorita de Tacna             |                   |              | Buenos Aires                                       |
| 1996 | La gaviota                       |                   |              |                                                    |
| 1998 | El jardín de los cerezos         | Agustin Alezzo    | Varia        | Teatro Municipal General San Martín (Buenos Aires) |
| 1999 | El zoo de cristal                | Agustin Alezzo    |              | Teatro Municipal General San Martín                |
| 2001 | Los derechos de la salud         | Raúl Rizzo        |              | Teatro Regio (Buenos Aires)                        |
| 2001 | Umbral                           | Fernando Piernas  |              | Teatro del Sur (Buenos Aires)                      |
| 2002 | El misántropo                    | Jacques Lassalle  | Arsinoe      | Teatro Municipal General San Martín                |
| 2002 | Stéfano                          | Juan Carlos Gené  | Margarita    | Teatro Cervantes (Buenos Aires)                    |
| 2002 | La profesión de la señora Warren | Agustin Alezzo    |              | Teatro Regina (Buenos Aires)                       |
| 2003 | Platónov                         | Hugo Urquijo      | Ana Petrovna | Teatro Municipal General San Martín                |
| 2004 | La señorita de Tacna             | Oscar Ferrigno    | Carmen       | Teatro Maipo (Buenos Aires)                        |
| 2005 | Las tres caras de Venus          | Lorenzo Quinteros | Isabel       | Teatro Cervantes (Buenos Aires)                    |
| 2007 | El último yankee                 | Laura Yusem       | Patientin    | Teatro Municipal General San Martín                |
| 2008 | Rose (One-Woman-Show)            | Agustin Alezzo    | Rose         | Teatro Maipo                                       |
| 2008 | Umbral                           |                   |              | Centro Cultural España (Buenos Aires)              |
| 2009 | Rose (One-Woman-Show)            |                   | Rose         | Teatro del Nudo (Buenos Aires)                     |
| 2009 | Cita a ciegas                    |                   |              | Casa del Teatro (Buenos Aires)                     |
| 2011 | Rose (One-Woman-Show)            |                   | Rose         | Teatro Auditorium sala Nachman (Mar del Plata)     |

## Filmografie (Auswahl)
- 1978: Juana rebelde (Fernsehserie)
- 1979: Cuatro pícaros bomberos
- 1979: La isla
- 1980: Coraje de querer (Fernsehserie)
- 1991: Buenos Aires háblame de amor (Fernsehserie)
- 1992: Micaela (Fernsehserie)
- 1992: Corazones de fuego (Fernsehserie)
- 1994: Montaña Rusa (Fernsehserie)
- 1998: La nocturna (Fernsehserie)
- 1998: Mar de amores
- 1998: Fiscales (Fernsehmehrteiler)
- 1999: Buenos vecinos (Fernsehserie)
- 2001: Riconciliati
- 2002: 1000 millones (Fernsehserie)
- 2003: Cleopatra
- 2005: Judíos en el espacio
- 2005: Géminis
- 2006: Olga, Victoria Olga
- 2006: El espacio de las apariencias (Kurzfilm)
- 2007: Yo la recuerdo ahora
- 2007: Cartas para Jenny
- 2010: Das Lied in mir
- 2011: El gato desaparece
- 2011: Televisión por la inclusión (Fernsehmehrteiler; Folge: Daños y prejuicios)
- 2011: La ultima mirada
- 2012: La Nada Blanca (Fernsehserie)

## Auszeichnungen (Auswahl)
- 1995: Nominierung für den Premio ACE für Danza de verano (Kategorie: Beste Nebendarstellerin)
- 1998: Nominierung für den Premio ACE für El jardín de los cerezos (Beste Nebendarstellerin)
- 1998: Nominierung für den Premio María Guerrero für El jardín de los cerezos (Beste Nebendarstellerin)
- 2001: Nominierung für den Premio ACE für Los derechos de la salud (Beste Nebendarstellerin)
- 2003: Nominierung für den Premio Florencio Sánchez für Stéfano (Beste Nebendarstellerin)
- 2003: Premio ACE für Stéfano (Beste Nebendarstellerin)
- 2004: Premio Trinidad Guevara für Stéfano (Beste Nebendarstellerin des Jahres 2002)
- 2004: Nominierung für den Premio ACE für La señorita de Tacna (Beste Nebendarstellerin)
- 2007: Nominierung für den Premio ACE für El último yankee (Beste Hauptdarstellerin)
- 2007: Nominierung für den Premio María Guerrero für El último yankee (Beste Hauptdarstellerin)
- 2008: Nominierung für den Cóndor de Plata für Yo la recuerdo ahora (Beste Hauptdarstellerin)
- 2008: Premio ACE für Rose (Beste Hauptdarstellerin)
- 2008: Premio María Guerrero für Rose (Beste Hauptdarstellerin)
- 2009: Nominierung für den Premio Florencio Sánchez für Rose (Beste Hauptdarstellerin)
- 2009: Premio Trinidad Guevara für Rose (Beste Hauptdarstellerin)
- 2009: Premio Estrella de Mar für Rose (Beste Hauptdarstellerin)
- 2009: Preis der Zeitung Clarin in der Kategorie Theater
- 2011: Deutscher Filmpreis für Das Lied in mir (Beste darstellerische Leistung – weibliche Nebenrolle)